# Luca Telese
Luca Telese (Cagliari, 10 aprile 1970) è un giornalista, saggista, autore televisivo e conduttore televisivo italiano.

## Biografia
Luca Telese nasce a Cagliari, da madre bresciana di origine sarda e padre di Torre Annunziata, e cresce a Roma.
Nei primi anni 1990 è portavoce del Partito della Rifondazione Comunista. Nel 1995 da una scissione interna al partito nasce il Movimento dei Comunisti Unitari: Telese passa alla nuova formazione e lavora come impiegato presso l'ufficio stampa.
La sua carriera professionale incomincia con l'Unità, il manifesto, Il Messaggero e Il Foglio. Giornalista parlamentare, nel 1996 è assunto all'Italia settimanale, periodico diretto da Pietrangelo Buttafuoco, che chiuderà però quello stesso anno. Collabora anche con la società giornalistica "La Vespina" di Giorgio Dell'Arti. Dal 2003 comincia a collaborare con Vanity Fair. Dal 1999 al 2009 lavora per il quotidiano il Giornale, occupandosi soprattutto di quanto avviene nella parte sinistra dello schieramento politico italiano e di spettacoli e cultura. Sempre per Il Giornale dal 2007 ha seguito in particolare il Partito Democratico. Mentre lavora per Il Giornale, quotidiano di proprietà della famiglia Berlusconi, il 21 agosto 2008 Telese si definisce «un comunista italiano a lungo impegnato in un giornale di destra».
Nei primi anni 2000 è stato anche autore di alcune trasmissioni televisive sia in Rai che in Mediaset: (Chiambretti c'è su Rai 2, Batti e ribatti su Rai 1, Cronache marziane su Italia 1) e conduttore del programma televisivo Planet 430 sul canale satellitare Planet, scritto insieme a Lorenzo Mieli e Vittorio Zincone, e Parenti Serpenti, sempre sullo stesso canale. Ha partecipato prima alla conduzione di Omnibus Estate su LA7 e poi di Confronti su Rai 2. Dal 2006 al 2011 (la prima stagione su RaiSat Extra, poi su La7) conduce il programma Tetris, che intreccia politica e Tv. Il 14 agosto 2009 nel suo blog annuncia il passaggio da Il Giornale al Il Fatto Quotidiano, che uscirà in edicola dal 23 settembre di quell'anno. Collaborerà con il quotidiano diretto da Antonio Padellaro sino al giugno 2012, contestando al quotidiano di appoggiare in toto il Movimento 5 Stelle.
Dirige la collana "Radici nel Presente" della casa editrice Sperling & Kupfer. La collana dedica molta attenzione a vicende storico-politiche, «purgatorio infinito delle memorie indeterminate» con l'intento di illuminare «questa terra di nessuno così vicina e impervia, il nostro passato prossimo». Per questa collana Telese ha pubblicato nel 2006 il libro Cuori neri, in cui ha ripercorso l'assassinio di 21 giovani militanti di destra, principalmente del Fronte della Gioventù, durante gli anni di piombo.
In radio ha condotto il programma Tabloid su Rai Radio 3, rassegna giornaliera tratta dalle pagine interne dei quotidiani italiani in onda dalle 9.30. Per due anni è stato, dopo averla anche saltuariamente condotta, il contraltare di Giuseppe Cruciani a La Zanzara su Radio 24; sarà allontanato nel 2010 dopo aver definito l'allora segretario generale di Confindustria Emma Marcegaglia "una cretina" per via, secondo lui, del suo atteggiamento omertoso sul caso Nicola Porro, il vicedirettore del Giornale intercettato telefonicamente.
Insieme a Roberto Corradi è stato l'animatore de Il Misfatto, il supplemento di satira del Fatto Quotidiano. Dal giugno del 2010, con Luisella Costamagna, conduce In onda, talk show di approfondimento serale su La7. Dal 4 maggio 2011 conduce Fuoriluogo su Current TV. Nel settembre dello stesso anno Luisella Costamagna viene sostituita dal vicedirettore del Giornale Nicola Porro.
Contestualmente annuncia di essere già al lavoro per fondare un nuovo quotidiano nazionale, Pubblico Giornale, rivolto principalmente a lettori di sinistra. Pubblico Giornale nasce come quotidiano on-line il 3 settembre 2012, poi dal 18 settembre esce anche in versione cartacea: l'esperienza però si conclude dopo solo tre mesi. Telese continua il suo impegno giornalistico in televisione dedicandosi a tempo pieno a In onda e Fuoriluogo. Nel settembre 2013 passa a Mediaset per condurre Matrix su Canale 5, programma televisivo di approfondimento politico in seconda serata che condurrà fino al 24 giugno 2016. Dal maggio dello stesso anno fino al luglio 2014 collabora quotidianamente con il quotidiano online Linkiesta.
Dal 20 settembre 2016 Luca Telese inizia a collaborare con il quotidiano La Verità. Il 20 dicembre dello stesso anno conduce in prima serata su La7 con David Parenzo un talk show politico intitolato Terza Repubblica e a partire dal 6 febbraio 2017 sulla stessa rete torna per condurre Bianco e Nero - Cronache italiane, un programma sui casi di cronaca nera italiana. Sempre su La7 ritorna alla conduzione di In onda nell'estate dello stesso anno, anche in questo caso insieme a David Parenzo, fino al 2020, per poi essere sostituito da Concita De Gregorio.
A partire dal 2017 scrive anche per il quotidiano online Tiscali News. Da settembre 2017 fino a luglio 2018 conduce la fascia del primo mattino (6:30-9:00) su Radio 24 con il politico e giornalista economico Oscar Giannino. Dal 2018 al 2021 ha curato alcune interviste del settimanale Panorama.
A partire dal 2019 inizia a collaborare con il quotidiano online The Post Internazionale, per il quale diviene vice-direttore nel 2021. Interviene talvolta come opinionista in talk show politici, tra cui Non è l'Arena, Otto e mezzo e Cartabianca. 
Nell'aprile 2020 pubblica Cuori Rossoblù, libro dedicato alla storica vittoria del Cagliari di Gigi Riva, che conquistò lo scudetto il 12 aprile 1970. Nel 2021 ha pubblicato un altro libro sul Cagliari dello Scudetto e la Sardegna dal titolo Cuori campioni. La passione di Gigi Riva, i giganti di Sardegna e l’incredibile anno dello scudetto.
Da ottobre 2024 assume la direzione del quotidiano abruzzese Il Centro.

## Vita privata
La sua compagna è stata Laura Berlinguer, giornalista di TGcom24 nonché figlia di Enrico Berlinguer, da cui ha avuto un figlio di nome Enrico. Dopo la separazione dalla Berlinguer Telese si lega a Miriam, dipendente dell'Enel.

## Giornali

### Quotidiani
- Il Giornale (1999-2009)
- Il Fatto Quotidiano (2009-2012)
- Pubblico Giornale (2012)
- La Verità (2016-2024)
- Il Centro (direttore, 2024-in corso)

Collaborazioni part-time con l'Unità, il manifesto, Il Messaggero ed Il Foglio.

### Testate online
- Linkiesta (2013-2014)
- Tiscali News (2017-in corso)
- The Post Internazionale (2019-in corso)

### Periodici
- L'Italia settimanale (1996)
- Vanity Fair (2003-in corso)
- Panorama (2018-2021)

## Televisione

### Autore
- Chiambretti c'è su Rai 2 (2001-2003)
- Batti e ribatti su Rai 1 (2004-2006)
- Cronache Marziane su Italia 1 (2004-2005)
- Parenti Serpenti su Planet (2004)
- Planet 430 su Planet (2005)
- Tetris su RaiSat Extra (2006) e su LA7 (2007-2011)

### Conduttore
- Tinamite! su Odeon TV (2003)
- Parenti Serpenti su Planet (2004)
- Planet 430 su Planet (2005)
- Tetris su RaiSat Extra (2006) e su LA7 (2007-2011)
- Omnibus Estate su LA7 (2007)
- In onda su LA7 (giugno 2010-2013, 2017-2020, 2022 - in corso)
- Matrix su Canale 5 (10 settembre 2013-24 giugno 2016)
- Terza Repubblica su LA7 (2016)
- Bianco e Nero - Cronache italiane su LA7 (2017)

## Pubblico Giornale

### Storia editoriale
Pubblico Giornale, conosciuto semplicemente come Pubblico, nacque come quotidiano on-line il 3 settembre 2012 e poi dal 18 settembre uscì anche in edicola. La sua fondazione era stata sostenuta, oltre che da Telese, da una trentina di giornalisti provenienti dai vari quotidiani italiani e alcuni "addetti ai lavori" dello spettacolo, tra cui l'autrice di monologhi Francesca Fornario, lo scrittore Roberto Corradi e il cantautore Luca Bussoletti.
Il logo era palesemente ispirato a quello della testata francese Libération. A lato della testata compariva la scritta “Dalla parte degli ultimi e dei primi”. La foliazione era di 24 pagine.
La redazione era composta da: Federico Mello, Emanuele Fucecchi, Francesca Fornario, Stefania Podda, Stella Prudente, Fabio Luppino, Roberto Brunelli, Tommaso Labate, Ritanna Armeni, Giancarlo Padovan, Lorenzo Mieli, Mario Adinolfi, Paola Natalicchio, Clementina Montezemolo, Marco Berlinguer, Luca Bussoletti e Corrado Formigli. La vignetta quotidiana era disegnata dalla coppia di autori satirici Luca Bertolotti e Michele De Pirro.
Il quotidiano era distribuito su tutto il territorio nazionale e aveva tre centri di stampa: Sardegna, Milano e Roma. Il piano d'impresa aveva fissato il punto di pareggio a 9 600 copie vendute. La prima media di copie vendute, calcolata sui primi numeri, era di 12 860 copie. Ma da novembre calò a 7.200, per attestarsi su questi livelli.
Dopo soli tre mesi la società editrice si trovò in grave sofferenza finanziaria. Il 7 dicembre l'editore comunicò che non c'erano più le risorse per proseguire. Il 19 dicembre Tommaso Tessarolo si dimetteva da amministratore delegato. Il quotidiano chiudeva le pubblicazioni con l'edizione del 31 dicembre 2012.
Pubblico Giornale è stato acquistato il 13 febbraio 2013 dall'imprenditore Alessandro Proto con un'offerta di quattrocentomila euro, la presa in carico di duecentomila euro di debito e un piano di investimento complessivo di quattro milioni di euro. L'intera struttura redazionale è stata nuovamente assunta, incluso Tommaso Tessarolo, l'amministratore delegato della negativa gestione precedente, con l'eccezione di Luca Telese, il direttore, che ha rifiutato la proposta non condividendo la linea editoriale proposta.
Il giorno successivo all'acquisto l'imprenditore è stato arrestato con l'ipotesi di reato di aggiotaggio, ostacolo all'attività degli organi di vigilanza e truffa.

### Assetto proprietario
La società che ha edito il giornale è stata la «Pubblico Edizioni s.r.l.» Luca Telese, Tommaso Tessarolo.
Luca Telese, Tommaso Tessarolo e Maurizio Feverati, avvocato che lavora per l'agente di Telese, avevano insieme il 51% delle quote della società. Il rimanente 49% era diviso tra Lorenzo Mieli, produttore televisivo e cinematografico figlio di Paolo Mieli, Marco Berlinguer, giornalista (ex Liberazione), figlio di Enrico e fratello di Laura Berlinguer, compagna di Telese. All'interno della società vi era anche Mario Adinolfi, giornalista e deputato del PD.

## Opere

### Originali
- Da Moana a Dylan Dog. Massmediologicum, Palermo, Edizioni della battaglia, 1994.
- Collaborazione a Giuseppe Gambale, Liberi, Napoli, Pironti, 1996. ISBN 88-7937-178-9.
- Lula! Storia dell'uomo che vuole cambiare il Brasile (e il mondo), con Oliviero Dottorini, prefazione di Claudio Fava, Roma, Cooper & Castelvecchi, 2003. ISBN 88-7394-023-4.
- La lunga marcia di Sergio Cofferati (libro-intervista), prefazioni di Enrico Deaglio e Giuliano Ferrara, Milano, Sperling & Kupfer, 2003. ISBN 88-200-3505-7.
- Cuori neri, Milano, Sperling & Kupfer, 2006. ISBN 88-200-3615-0. Il libro è stato il primo della collana "Radici nel Presente" da lui diretta.
- Qualcuno era comunista, Milano, Sperling & Kupfer, 2009. ISBN 978-88-200-4609-5.
- Nichi Vendola. Comizi d'amore. [Parole, racconti e riflessioni], a cura di, Reggio Emilia, Aliberti Editore, 2010. ISBN 978-88-7424-604-5.
- La marchesa, la villa e il Cavaliere. Una storia di sesso e potere da Arcore ad hardcore, Reggio Emilia, Aliberti, 2011. ISBN 978-88-7424-732-5.
- Gioventù amore e rabbia, Milano, Sperling & Kupfer, 2011. ISBN 978-88-200-5151-8.
- Turbopopulismo. La rivolta dei margini e le nuove sfide democratiche (con Marco Revelli), Solferino, 2019
- Cuori rossoblù. La leggenda di Gigi Riva e lo scudetto impossibile del Cagliari, Solferino, 2020
- La scorta di Enrico Berlinguer e i suoi uomini: una storia di popolo, Solferino, 2022
- Tabula rasa. Storia del PD (e della sinistra) da Veltroni a Schlein, Baldini+Castoldi, 2024
- Una stagione di piombo. L'Italia nella morsa degli anni Settanta raccontata ai ragazzi, DeAgostini, 2024
- Opposizione. L'ultima battaglia di Enrico Berlinguer, Solferino, 2024

### Introduzioni, prefazioni, postfazioni
- AA.VV., Sergio Ramelli, una storia che fa ancora paura, prefazione di Luca Telese, Milano, Sperling & Kupfer, 2007
- Patrizio Peci, Io, l'infame, premessa di Luca Telese; prefazione di Giordano Bruno Guerri, Milano, Sperling & Kupfer, 2008
- Matteo Fini, Alessandra Sestito, Non è un paese per bamboccioni: storie di giovani italiani che ce l'hanno fatta, nonostante tutto, prefazione di Luca Telese Milano, Cairo, 2010
- Federico Mello, Viola: l'incredibile storia del No B. Day, la manifestazione che ha beffato Silvio Berlusconi , prefazione di Marco Travaglio, presentazione di Luca Telese. Roma, Aliberti, 2010
- Alberto Guarnieri, Emilio Laguardia, 1975: un delitto emiliano, introduzione di Lucio Dalla; postfazione di Luca Telese, Bologna, Odoya, 2011
- Luca De Carolis, Dentro l'Italia dei Valori: Storia e voci di un partito, prefazione di Luca Telese, Arezzo, Limina, 2011
- Eugenio Scalfari, Enrico Berlinguer, La questione morale: Eugenio Scalfari intervista Enrico Berlinguer, prefazione di Luca Telese, Roma, Aliberti, 2011
- Stefano Delle Chiaie, L'aquila e il condor; postfazione di Luca Telese, Milano, Sperling & Kupfer, 2012
- Antonio Maria Rinaldi con gli autori di Scenari economici, La sovranità appartiene al popolo o allo spread?, prefazione di Luca Telese, Correggio, Aliberti, 2018